# 上海国际能源交易中心
上海国际能源交易中心股份有限公司（SHANGHAI INTERNATIONAL ENERGY EXCHANGE）是一家经过中国证监会批准、由上海期货交易所发起设立的、专为期货市场参与者提供国际交易服务的机构。该公司负责期货市场的自律管理职能，于2013年11月6日在中国（上海）自由贸易试验区注册成立，其经营范围包括组织安排期货、期权等衍生品的上市交易、结算、交割以及相关活动。

## 概括
上海国际能源交易中心属于上海期货交易所子公司，2018年3月26日，原油期货在该交易所挂牌上市。
境外交易者和境外经济机构被能源交易中心全面引入，参与交易，不含税的净价是其报价。

## 产品品种
上期能源国际产品包括：
- 期货：能源化工期货（原油，低硫燃料油，20号胶），有色金属期货（铜BC）
- 期权：原油期权
- 指数：原油指数
- 现货指数：中国氢价指数
- ISIN编码